# Raoul de Navery
Eugénie-Caroline Saffray', más conocida como Raoul de Navery (1831 - 1885), fue una novelista francesa.
Eugénie-Caroline Saffray escribió bajo el seudónimo masculino Raoul de Navery. Su obra está influenciada fuertemente de un ardiente catolicismo.

## Biografía
Caroline Eugenia Saffray nació en Ploërmel (Morbihan) el 27 de mayo de 1831 y fallecido en La Ferté-sous-Jouarre (Seine-et-Marne) el 17 de mayo de 1885. Recibió de su madre una educación estricta y severa. Fue a la escuela en las Madres del Sagrado Corazón, donde adquirió su amor por la literatura. Comenzó a escribir con 20 años. Con 17 años se casó con Chervet, un médico, que murió cuatro años después. 
Escribió sus primeras obras en prosa y poesía bajo el seudónimo de Marie David. A partir de 1860, que escribe bajo el seudónimo de masculino de Raoul Navery, correspondiente al nombre de su abuelo. Su obra está marcada por los valores morales y católica, y tiene muchos clichés e improbabilidades.

## Publicaciones
- Las aventuras de Martin Tromp
- Por el camino del abismo
- Los crímenes de la pluma
- El castillo maldito
- El galeote
- El perdón del monje
- Enterrada vida
- Juan Canadá
- La mujer del condenado
- Zacharie, el maestro de escuela
- La Hija de la selva